# Gašpar Fejérpataky-Belopotocký

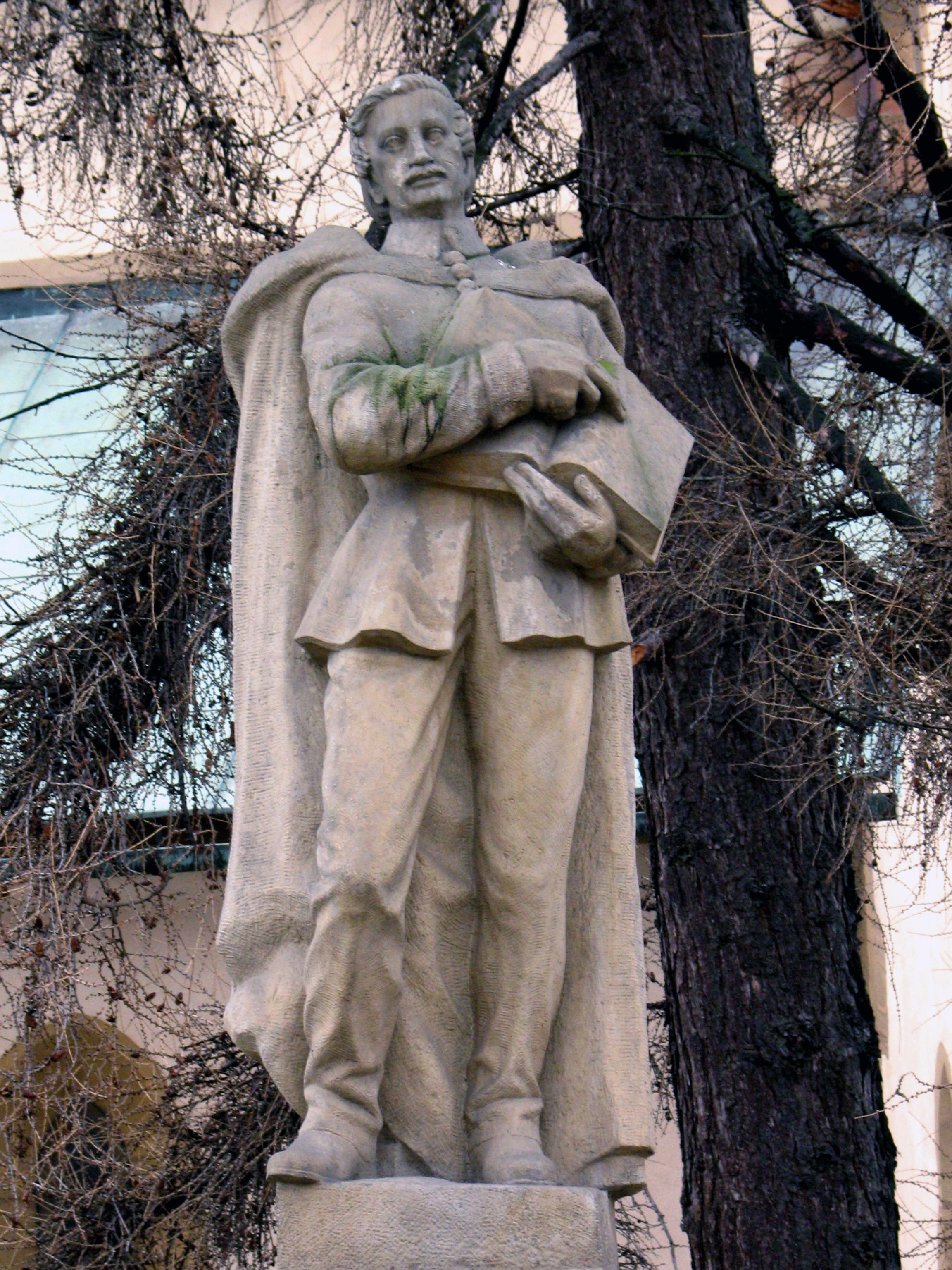
Statue in Liptovský Mikuláš

Gašpar Fejérpataky-Belopotocký (geb. Fejérpataky; * 1. Januar 1794 in Paludza, Komitat Liptau, Königreich Ungarn, heute Slowakei; † 18. Mai 1874 in Liptovský Mikuláš) war ein slowakischer Kulturpolitiker, Verleger und Gründer des slowakischen Amateurtheaters.

## Leben
Fejérpataky-Belopotocký studierte am evangelischen Lyzeum in Kesmark und bildete sich zu einem Buchbinder aus. Inspiriert durch seine Aufenthalten in kulturell bedeutenden Städten des Kaisertums Österreich (z. B. Wien, Pest, Kaschau) ließ er sich 1821 in Liptovský Mikuláš, dem Sitz des Komitats Liptau unweit des Geburtsort Paludza, nieder und eröffnete dort eine Bücherei neben seiner schon bestehenden Buchbinderei. Sein Ziel war, das slowakische Nationalbewusstsein zu stärken und dem aufstrebenden ungarischen und deutschen Nationalismus entgegenzuwirken. Während seiner Zeit in Liptovský Mikuláš lernte er zeitgenössische slowakische Vertreter des kulturellen Lebens kennen, allen voran Ján Chalupka und Ján Kollár.
1829 gründete er die erste öffentliche slowakische Bibliothek, die bis zum behördlichen Verbot im Jahr 1843 bestand, danach breitete er slowakische Bücher im Selbstverlag. Diese Bibliothek wurde zur Vorlage für ähnliche Einrichtungen in anderen slowakischen Städten. Bedeutend ist auch sein Beitrag zum slowakischen Amateurtheater, als sein Theaterverein Diwadlo slowanské swätomikulášske mit der Aufführung des Lustspiels Kocúrkovo von Ján Chalupka am 22. August 1830 seine Tätigkeit aufnahm. Im selben Jahr begann er mit der Herausgabe des Kalenders Nowý i starý wlastenský kalendář (etwa Neuer und alter Vaterlandskalender) mit neuesten Wissenschaftsfortschritten, Ereignissen in Europa und Gedichten und Erzählungen zeitgenössischer Autoren. Darüber hinaus gründete er Sonntagsschulen und Abstinenzvereine. 1844 beteiligte er sich an der Gründung des slowakischen Kulturvereins Tatrín und war dessen Schatzmeister, dazu spendete er 1845 eine vergleichsweise hohe Summe von 4000 Gulden für diesen Verein, stieg aber 1846 aus unbekannten Gründen aus.
Während der Revolution von 1848/49 verhafteten ihn eine Honvéd-Einheit wegen seiner Überzeugung und als Kriegsgefangener nach Arad transportiert, kurz vor der ungarischen Kapitulation bei Világos durch russische Truppen befreit. Nach der Revolution arbeitete er vorübergehend als Komitatsbeamter, trat aber 1854 mit der Einstellung der Kalenderherausgabe vollständig aus dem öffentlichen Leben zurück und starb am 18. Mai 1874 im Alter von 80 Jahren in Liptovský Mikuláš.

## Würdigung
Zu Ehren von Gašpar Fejérpataky-Belopotocký trägt seit 1954 die gesamtslowakische Schau Amateurtheatervereine den Namen Belopotockého Mikuláš.